# Eva De Dominici
Eva Carolina Quattrocchi (Avellaneda, provincia de Buenos Aires, 21 de abril de 1995), conocida artísticamente como Eva De Dominici, es una actriz y modelo argentina.

## Carrera
Comenzó su carrera en televisión en 2006, en la telenovela infantil Chiquititas sin fin. Luego en 2007, alcanzó fama internacional interpretando a Tamara Valiente en la telenovela juvenil Patito feo. 
En los últimos años obtuvo reconocimiento por sus papeles en cine como El encuentro de Guayaquil (2015)  de Nicolás Capelli, La última fiesta (2016) de Nicolás Silbert y Leandro Mark, Sangre en la boca (2016) de Hernán Belón, Sangre blanca (2018), dirigida por Bárbara Sarasola Day y No dormirás (2018) de Gustavo Hernández. También fue reconocida por sus papeles en televisión en el horario del prime time: Los ricos no piden permiso (2016) donde tuvo un papel antagónico y la miniserie La fragilidad de los cuerpos (2017) por la cual fue ganadora del Premio Martín Fierro como mejor actriz protagonista en unitario y/o miniserie de televisión.
En 2021 volvió a cobrar notoriedad por participar en la serie biográfica de Amazon Prime Video sobre la vida de Diego Maradona, Maradona, sueño bendito. Allí interpreta a la cantante Lorena Gaumont, inspirada en la cantante Lucía Galán del dúo Pimpinela, quien tuvo un romance con Maradona entre 1983 y 1984.

## Vida personal
Desde 2018 se encuentra viviendo en Los Ángeles (Estados Unidos). Ese mismo año comenzó una relación con el cantante y compositor español Eduardo Cruz, hermano menor de las actrices Penélope Cruz y Mónica Cruz. En octubre de 2019 se convirtieron en padres por primera vez de un niño al que llamaron Cairo, nacido en Los Ángeles, donde viven.

## Filmografía

### Cine
| Año  | Título                      | Papel              | Dirección                      |
| ---- | --------------------------- | ------------------ | ------------------------------ |
| 2016 | El encuentro de Guayaquil   | Jesusa             | Nicolás Capelli                |
| 2016 | Sangre en la boca           | Débora             | Hernán Belón                   |
| 2016 | La última fiesta            | Guadalupe          | Leandro Mark y Nicolás Silbert |
| 2018 | No dormirás                 | Bianca Aguilar     | Gustavo Hernández              |
| 2018 | Sangre blanca               | Martina Padilla    | Bárbara Sarasola               |
| 2019 | The Soviet Sleep Experiment | Dra. Anna Antonoff | Barry Andersson                |
| 2021 | Cosmic Sin                  | Juda Sayle         | Edward Drake                   |
| 2024 | The Uninvited               | Delia              | Nadia Conners                  |
| 2024 | Sayen: la cazadora          | Sofía              | Alexander Witt                 |
| 2025 | Forge                       | Talia              | Jing Ai Ng                     |
| 2025 | Homo Argentum               | Ana                | Mariano Cohn y Gastón Duprat   |

### Televisión
| Año       | Título                           | Papel                      | Notas                                                        |
| --------- | -------------------------------- | -------------------------- | ------------------------------------------------------------ |
| 2006      | Chiquititas sin fin              | Micaela «Miki» Cortés      |                                                              |
| 2007-2008 | Patito feo                       | Tamara Valiente            |                                                              |
| 2009-2010 | Consentidos                      | Gala «Gal»                 |                                                              |
| 2011      | Peter Punk                       | Yael                       |                                                              |
| 2011      | Cuando toca la campana           | Paola                      |                                                              |
| 2011      | Dance!, la fuerza del corazón    | Gala Redondo               |                                                              |
| 2012-2013 | Dulce amor                       | Lola Rodríguez             |                                                              |
| 2014      | Somos familia                    | Pilar Miranda              |                                                              |
| 2014      | Camino al amor                   | Valentina Rossi            |                                                              |
| 2014-2015 | Viudas e hijos del rock and roll | Mirta «La Pioja» Pulido    |                                                              |
| 2016      | Los ricos no piden permiso       | Josefina Mansilla          |                                                              |
| 2017      | La fragilidad de los cuerpos     | Verónica Rosenthal         |                                                              |
| 2017-2018 | Golpe al corazón                 | Rita «La Pantera» Balbuena |                                                              |
| 2018      | Pasado de copas: Drunk History   | Victoria Ocampo            | Episodio: «Victoria Ocampo y el primo de su marido»          |
| 2020      | Hawaii Five-0                    | María                      | Episodio: «He kohu puahiohio i ka ho'olele i ka lepo i luna» |
| 2021      | Maradona, sueño bendito          | Lorena Gaumont             |                                                              |
| 2022-2024 | The Cleaning Lady                | Nadia Morales              |                                                              |
| 2023      | Barrabrava                       | Miriam                     | Episodios: «La banda del tío», «Hermanos de sangre»          |

### Web
| Año  | Título | Papel | Notas                                           |
| ---- | ------ | ----- | ----------------------------------------------- |
| 2020 | Famoso | Eva   | Episodio: «El futuro es un ángel y una sonrisa» |

### Cortometrajes
| Año  | Título | Papel   | Dirección   |
| ---- | ------ | ------- | ----------- |
| 2019 | Ji     | Tiffany | Ben Griffin |

### Videos musicales
| Año  | Video                   | Artista           |
| ---- | ----------------------- | ----------------- |
| 2014 | «Caminando»             | Ciro y los Persas |
| 2014 | «Dulce y eterno»        | Ale Ortega        |
| 2017 | «Todos somos uno»       | Laura Esquivel    |
| 2018 | «La ciudad liberada»    | Fito Páez         |
| 2018 | «Centavito»             | Romeo Santos      |
| 2018 | «Raro»                  | Reydel            |
| 2023 | «Tengo roto el corazón» | David Bisbal      |

## Premios y nominaciones
| Premio                | Año  | Categoría                                           | Trabajo nominado             | Resultado | Ref.  |
| --------------------- | ---- | --------------------------------------------------- | ---------------------------- | --------- | ----- |
| FWTV Fans Awards      | 2014 | Bomba del año                                       | Eva De Dominici              | Nominada  | [ 6 ] |
| Premios Martín Fierro | 2017 | Mejor actriz protagonista en unitario y/o miniserie | La fragilidad de los cuerpos | Ganadora  | [ 7 ] |
| Premios Sur           | 2016 | Mejor actriz revelación                             | Sangre en la boca            | Nominada  | [ 8 ] |
| Premios Tato          | 2017 | Mejor actriz protagónica en unitario                | La fragilidad de los cuerpos | Nominada  | [ 9 ] |